# Jerome Courtland
Jerome Courtland est un acteur, réalisateur et producteur américain né le 27 décembre 1926 à Knoxville, Tennessee (États-Unis) et mort le 1er mars 2012 à Santa Monica, Californie (États-Unis).

## Biographie
En 1958, il obtient le premier rôle dans The Saga of Andy Burnett, une série télévisée western produite par Walt Disney Productions. Après plusieurs rôles dans d'autres productions du studio, il devient assistant producteur sur Demain des hommes (1966) puis réalisateur du docu-fiction animalier Cours, couguar, cours (1972). Dans les années 1970, Courtland devient l'un des plus importants réalisateurs et cadres du studio Disney. Il réalise plusieurs téléfilms et films dont Peter et Elliott le dragon (1977), La Montagne ensorcelée (1975) et sa suite Les Visiteurs d'un autre monde (1978),. Sa dernière participation à une production Disney est Amy (1981) prévu pour la télévision mais diffusé au cinéma.
Avant de quitter Disney, il avait déjà entamé une carrière de réalisateur pour des séries télévisées comme La croisière s'amuse en 1977 et L'Île fantastique en 1978.

## Filmographie

### comme acteur
- 1944 : Coup de foudre (Together Again) : Gilbert Parker
- 1945 : L'Apprentie amoureuse (Kiss and Tell) : Dexter Franklin
- 1948 : La Peine du talion (The Man from Colorado) : Johnny Howard
- 1949 : Les Aventuriers du désert (The Walking Hills) : Johnny
- 1949 : Make Believe Ballroom : Gene Thomas
- 1949 : Tokyo Joe : Danny
- 1949 : Bastogne (Battleground) : Pvt. Abner Spudler
- 1950 : Suzy... dis-moi oui ! (A Woman of Distinction) : Jerome
- 1950 : The Palomino : Steve Norris
- 1950 : When You're Smiling : Gerald Durham
- 1951 : La Bagarre de Santa Fe (Santa Fe) : Terry Canfield
- 1951 : The Texas Rangers : Danny Bonner
- 1951 : Sunny Side of the Street (en) : Ted Mason
- 1951 : Les Pirates de la Floride (The Barefoot Mailman) : Steven Pierton
- 1952 : Cripple Creek : Larry Galland
- 1953 : Sergent la Terreur (Take the High Ground!) : Elvin Carey
- 1954 : The Bamboo Prison : Arkansas
- 1957 : The Saga of Andy Burnett (TV) : Andy Burnett
- 1958 : Tonka : lieutenant Henry Nowlan
- 1959 : L'Arche de Noé (Noah's Ark) : narrateur (voix)
- 1960 : O sole mio (de)
- 1959 : Tales of the Vikings (série télévisée) : Leif Erikson
- 1961 : Mary la rousse, femme pirate (Le Avventure di Mary Read) : Peter Goodwin
- 1962 : Tharus, fils d'Attila (Tharus figlio di Attila) : Tharus
- 1962 : Café Oriental : Michael
- 1965 : Les Éperons noirs (Black Spurs) de R. G. Springsteen : Sam Grubbs
- 1965 : The Restless Ones

### comme réalisateur
- 1972 : Cours, couguar, cours (Run, Cougar, Run)
- 1974 : Hog Wild (TV)
- 1974 : Diamonds on Wheels (en) (TV)
- 1977 : La croisière s'amuse (The Love Boat) (série télévisée)
- 1978 : The Sky Trap (TV)
- 1978 : L'Île fantastique (Fantasy Island) (série télévisée)
- 1979 : Côte Ouest ("Knots Landing") (série télévisée)
- 1981 : Amy
- 1981 : Dynastie (Dynasty) (série télévisée)
- 1981 : Falcon Crest (Falcon Crest) (série télévisée)
- 1982 : Matt Houston ("Matt Houston") (série télévisée)
- 1983 : Hôtel ("Hotel") (série télévisée)
- 1985 : Dynastie II ("The Colbys") (série télévisée)
- 1989 : Médecin à Honolulu (en) ("Island Son") (série télévisée)

### comme producteur
- 1965-1966 : Gallegher (série télévisée, assistant producteur)
- 1966 : Demain des hommes, assistant producteur[3]
- 1969 : Gidget Grows Up (en) (TV)
- 1970 : Nancy (en) (série télévisée)
- 1972 : Movin' On (TV)
- 1974 : Hog Wild (TV)
- 1975 : La Montagne ensorcelée (Escape to Witch Mountain)
- 1975 : Mais où est donc passé mon poney ? (Ride a Wild Pony)
- 1977 : Harness Fever (TV)
- 1977 : Peter et Elliott le dragon (Pete's Dragon)
- 1978 : The Sky Trap (TV)
- 1978 : Les Visiteurs d'un autre monde (Return from Witch Mountain)
- 1978 : The Young Runaways (en) (TV)
- 1980 : The Ghosts of Buxley Hall (en) (TV)
- 1981 : Max et le Diable (The Devil and Max Devlin)